# Tułowice
Tułowice (dt. Tillowitz) ist eine Stadt im Powiat Opolski der Woiwodschaft Opole in Polen. Sie ist Sitz der gleichnamigen Stadt-und-Land-Gemeinde mit etwa 5250 Einwohnern. Von Beginn des 19. Jahrhunderts an war der Ort das Zentrum der Tillowitzer Keramik- und Porzellanherstellung.

## Geographie
Die Ortschaft Tułowice liegt ca. 24 Kilometer südwestlich der Woiwodschaftshauptstadt Oppeln. Tułowice liegt in der schlesischen Tiefebene im Oppelner Land. Durch Tułowice verläuft die überregionale Woiwodschaftsstraße Droga wojewódzka 405 zwischen Niemodlin und Korfantów. Weiterhin liegt der Ort an der Bahnstrecke Opole–Nysa mit dem Haltepunkt Tułowice Niemodlińskie. 
Tułowice liegt an der Steinau (poln. Ścinawa Niemodlińska). Südlich und westlich erstrecken sich weitläufige Waldgebiete die zum Forst Tułowice gehören. 
Nordwestlich sowie nördlich liegen die Dörfer Lipno (dt. Lippen) und Wydrowice (dt. Weiderwitz), welche zur Gmina Niemodlin gehören. Nordöstlich liegt Skarbiszowice (dt. Seifersdorf), südöstlich Ligota Tułowicka (dt. Ellguth-Tillowitz) sowie südwestlich Goszczowice (dt. Guschwitz).

## Geschichte

### Ersterwähnung und Frühe Neuzeit
Die Ortschaft Tillowitz wurde 1447 erstmals urkundlich erwähnt, wobei die Existenz der Pfarrei St. Rochus angeführt wird. 
Das Dorf Tillowitz gehörte ursprünglich den Oppelner Piasten. Nach deren Aussterben im Jahr 1532 gehörte das Dorf unter der Herrschaft Falkenberg mehreren Adelsfamilien, darunter der Familie Freiherr von Promnitz. Ab dem 17. Jahrhundert war Tillowitz im Besitz der Grafen Zierotin. 1779 ging der Ort als Heiratsgut an die Grafen Praschma über. Zur gleichen Zeit lebten in Tillowitz ca. 320 Menschen. 1783 wird in Tillowitz eine Eisenhütte namens Theresienhütte gegründet. 1813 wurde in Tillowitz eine Fayencemanufaktur gegründet.

### 19. Jahrhundert

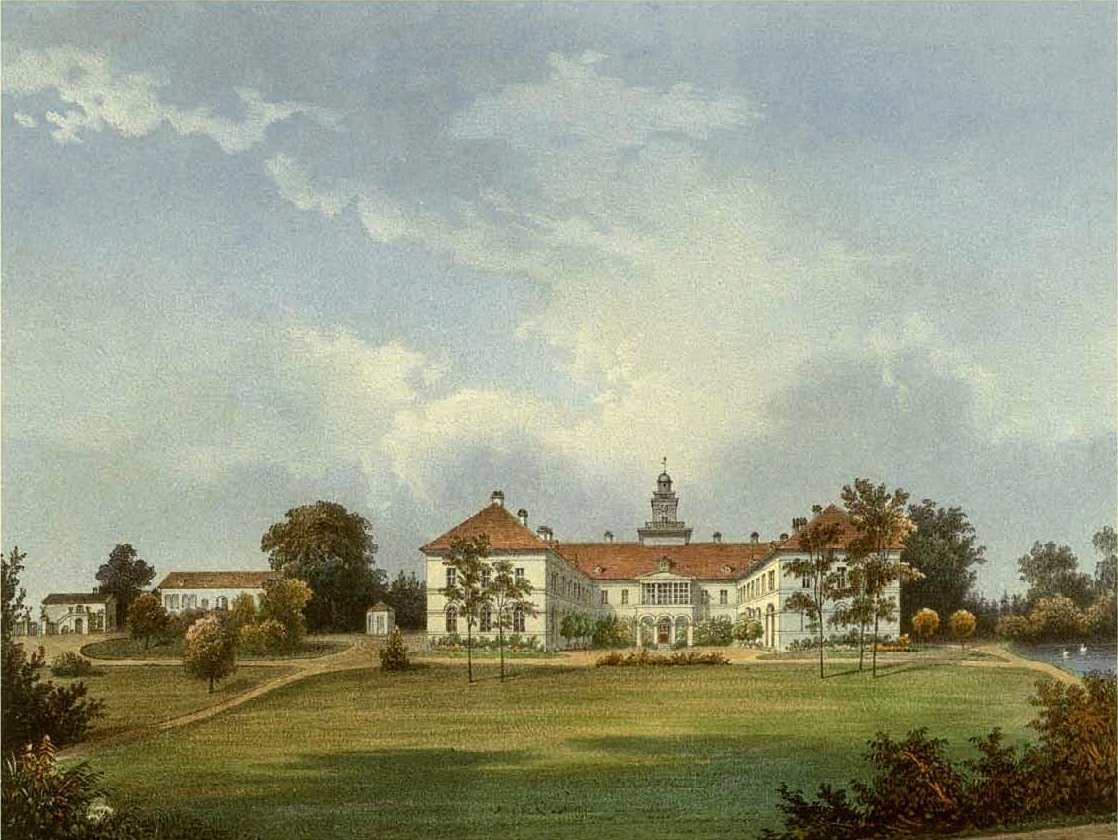
Schloss Tillowitz um 1860

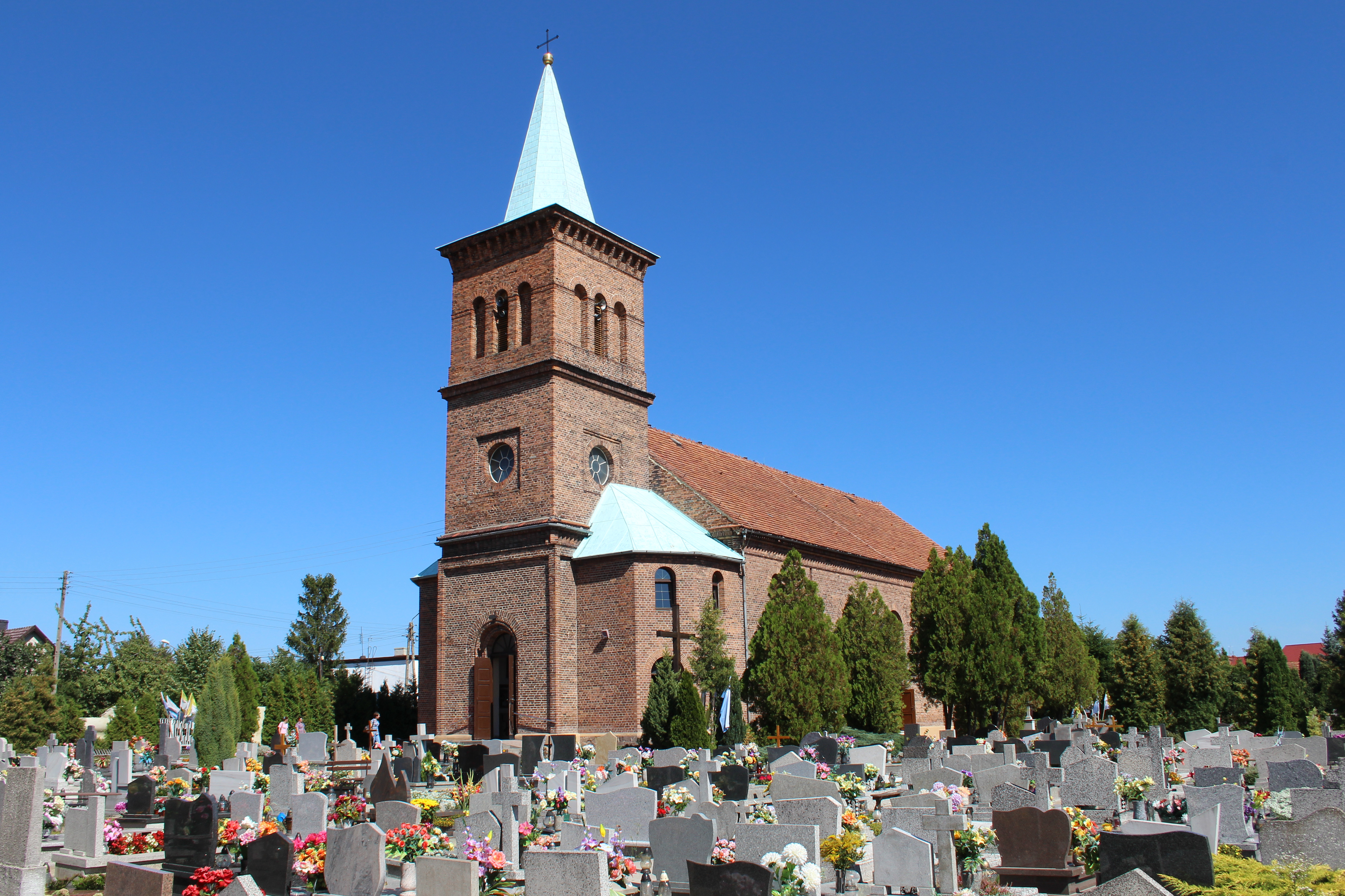
Kirche St. Rochus

Bei einer Erbschaftsauseinandersetzung der Grafen Friedrich und Louis Praschma im Jahre 1824 bekam der Graf Louis die Herrschaft Tillowitz und erbaute in den zwanziger Jahren des 19. Jahrhunderts nach Plänen eines Mailänder Architekten das Schloss Tillowitz. Die Mittelfront desselben steht auf den Grundmauern eines kleineren Schlosses, dessen Alter nicht angegeben werden kann. Parkanlagen, durchzogen von der Steinau, umgaben es von allen Seiten. 1829 begann der Bau der Kirche St. Rochus, welcher 1840 vollendet werden konnte. 1835 wird das Dorf für 235400 Taler von Graf Ernest von Frankenberg und Ludwigsdorf erworben. Im Jahr 1842 erwarb Ernest von Frankenberg von der Witwe Johann Degostschon die Fayencefabrik. Unter der Aufsicht von Inspektor Seunger wird in Tillowitz die Produktion von Fayence weiter ausgebaut. 
Ab 1879 wurde das Tillowitzer Schloss im Stil der Neorenaissance umgebaut. 1889 wird die Keramikfabrik von der Firma Reinchold Schlegelmilch aus Suhl in Thüringen von Erhard Schlegelmilch übernommen. Die Produktion von Porzellan wird in Tillowitz aufgenommen. Im gleichen Jahr erhielt Tillowitz Anschluss an die Oberschlesische Eisenbahn entlang der bereits 1887 neu eröffneten Strecke Opole–Nysa.

### 20. Jahrhundert

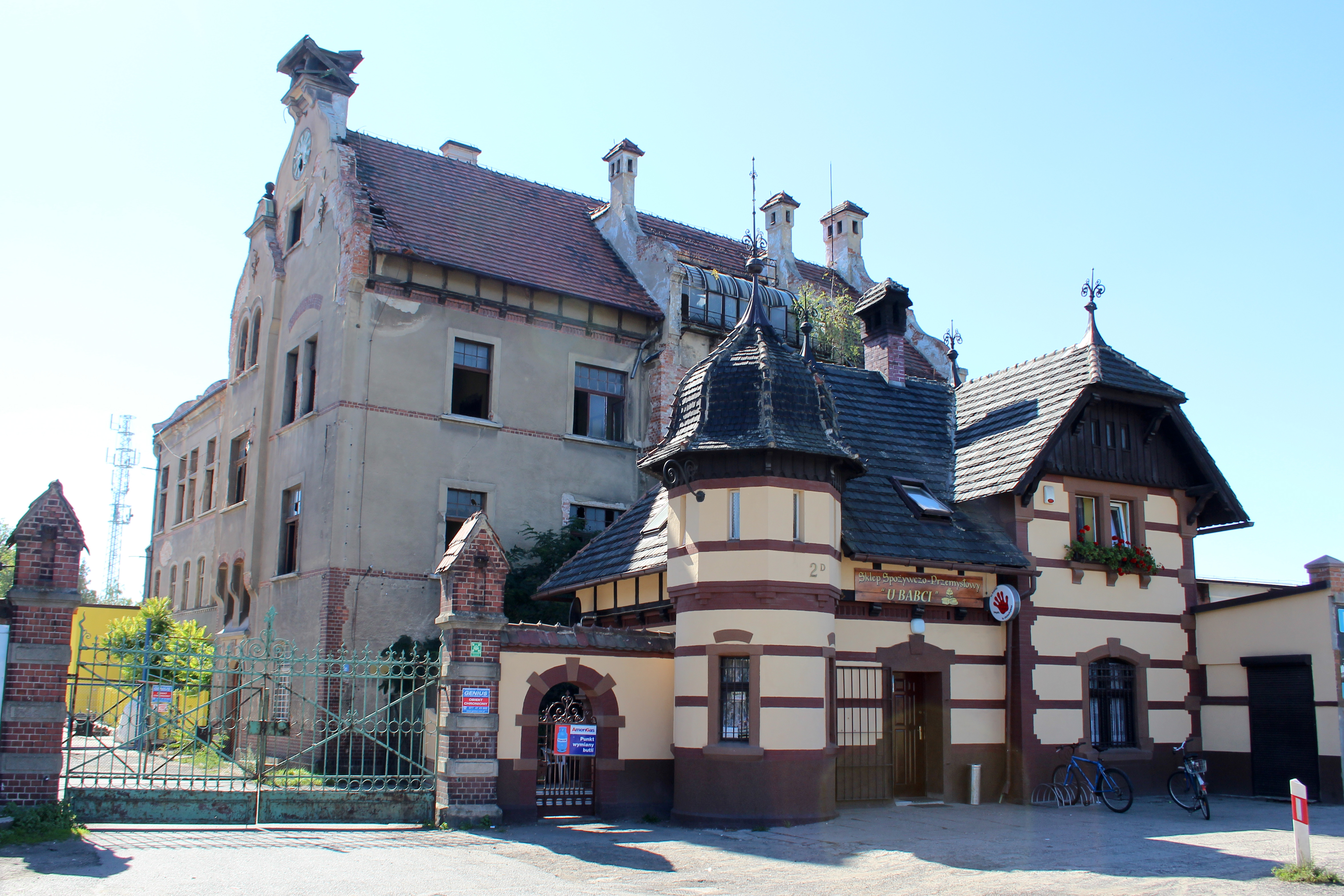
Ehemalige Produktionsgebäude der Porzellanfabrik Tillowitz

1904 wird am Bahnhof ein neues Werk zur Porzellanproduktion eröffnet. 1913 wird in Tillowitz eine erste evangelische Gemeinde gegründet, der Bau der evangelischen Kirche beginnt und das Dorf erhält eine Strom- und Gasversorgung.
1933 lebten in Weiderwitz 1694 Menschen. Im Jahr 1939 zählte das Dorf 1968 Einwohner.
Bis Kriegsende 1945 gehörte der Ort Tillowitz zum Landkreis Falkenberg O.S. Am 23. Januar wurde die Produktion von Porzellan in Tillowitz eingestellt. Am 19. März 1945 wurde der Ort von der Roten Armee eingenommen. Danach kam der bisher deutsche Ort unter polnische Verwaltung und wurde in Tułowice umbenannt. 1950 kam der Ort zur Woiwodschaft Oppeln. 1972 wurde die Gmina Tułowice wiedergegründet. 1999 kam der Ort als Teil der Gmina Niemodlin zum wiedergegründeten Powiat Opolski.

### 21. Jahrhundert
Am 1. Januar 2018 hat Tillowitz die Stadtrechte erhalten.

## Sehenswürdigkeiten

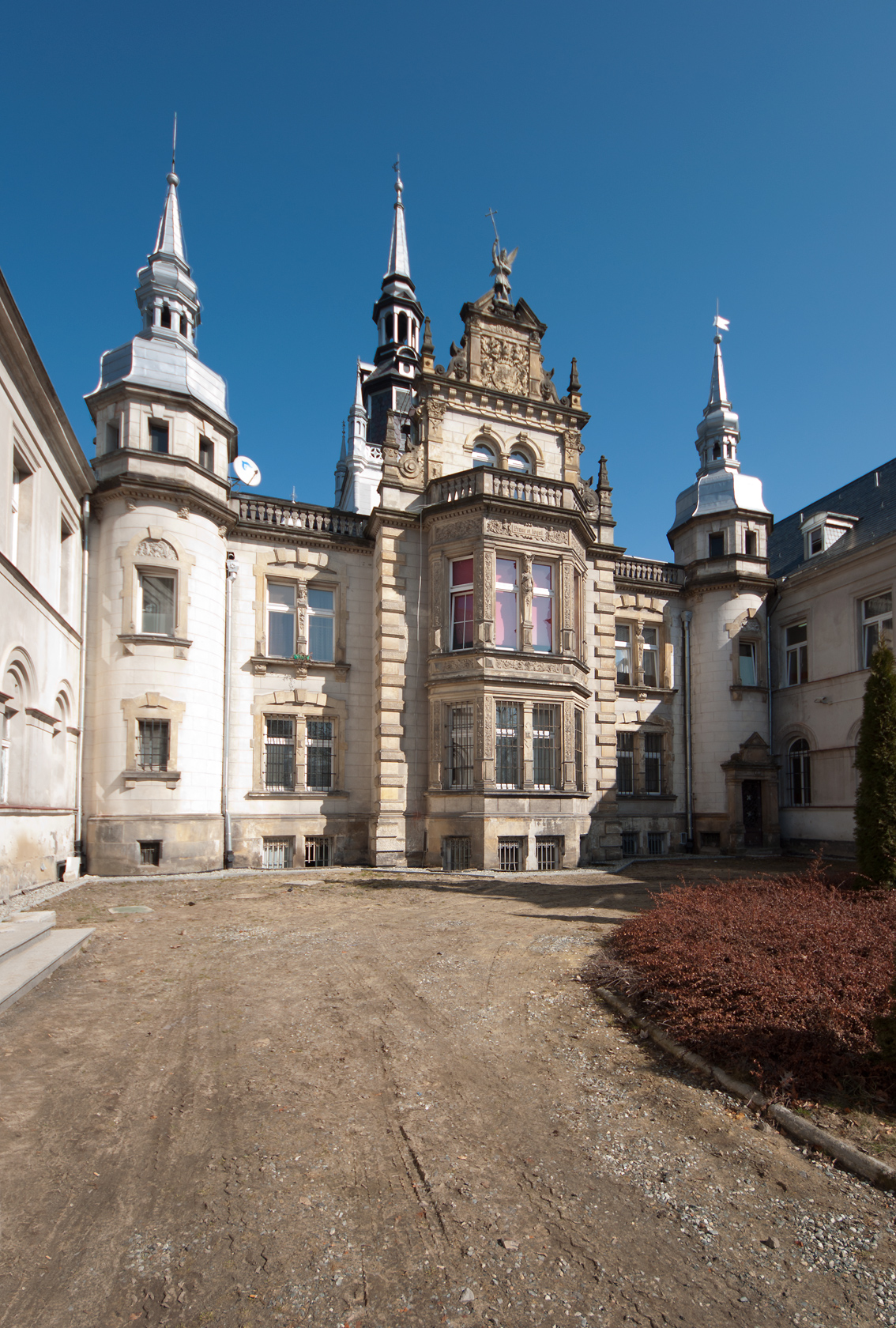
Schloss Tillowitz (2012)

- Das Schloss Tillowitz (poln. Pałac w Tułowicach) wurde ursprünglich zwischen 1824 und 1827 unter Ludwig von Praschma im Stil des Klassizismus erbaut. Zwischen 1879 und 1889 wurde das Schloss im Stil der Neorenaissance umgestaltet. 1937 wurde im Schloss ein forstwirtschaftliches Schulungszentrum eingerichtet. Heute befindet sich im Schloss ein Internat. Beim Schloss handelt es sich um einen zweigeschossigen Dreiflügelbau mit einem Grundriss in Form eines Hufeisens. Das Schloss besitzt am Südflügel einen quadratischen Turm sowie mehrere Rundtürme an den Ecken des Innenhofes. Das Schloss ist umgeben von einem weitläufigen Park.
- Wassermühle aus Fachwerk aus dem Jahr 1763
- Kirche St. Rochus – zwischen 1824 und 1840 erbaut
- Grabmal von Heinrich von Dreßke

## Gemeinde
Zur Stadt-und-Land-Gemeinde (gmina miejsko-wiejska) Tułowice gehören die Stadt selbst und vier weitere Dörfer mit Schulzenämtern. Partnergemeinden sind Wendeburg und Bělá pod Pradědem.

## Söhne und Töchter des Ortes
- Oskar Kellner (* 1851; † 1911), deutscher Agrikulturchemiker und Tierernährungswissenschaftler.